# Jeroen Gies
Jeroen Gies (* 23. Januar 1995 in Bothel) ist ein deutsch-niederländischer Fußballspieler.
Er spielte in der Jugend von Werder Bremen und gehörte in der Folgezeit ein Jahr dem Kader der dritten Mannschaft an. Danach stand Gies beim niederländischen Erstligisten FC Groningen, wo er Teil des Kaders der zweiten Mannschaft swar, unter Vertrag sowie beim SV Meppen, mit dem er 2017 in die 3. Liga aufstieg, unter Vertrag. Nach einem Gastspiel beim Regionalligisten 1. FC Lokomotive Leipzig wechselte er zum Oberligisten Rotenburger SV.

## Kindheit und Jugend
Der Sohn eines Niederländers aus Deventer (Provinz Overijssel) und einer Deutschen wuchs im niedersächsischen Bothel zwischen Bremen und Hamburg auf. Sein Vater war als Soldat in Seedorf, rund 40 Kilometer von Bothel entfernt, stationiert und ist später im Elbe-Weser-Dreieck geblieben. Jeroen Gies guckte als Kind mit seinem Vater an jedem Sonntag die Zusammenfassungen der Partien in der Eredivisie an, sein Vorbild war Edwin van der Sar.

## Karriere
Jeroen Gies wechselte nach seinen Anfängen in der Jugend des TuS Bothel im Sommer 2007 in die Jugendabteilung von Werder Bremen. In der Saison 2013/14 spielte er in der dritten Mannschaft der Bremer. Im Sommer 2014 lernte er während eines Hallernturniers im niedersächsischen Cloppenburg Paul Raveneau, dem Trainer der zweiten Mannschaft des FC Groningen, kennen und nachdem Brian van Loo Gies bei Werder sah, wurde dieser dann zu einem Probetraining eingeladen. Danach erhielt er einen Vertrag bei den Groningern. Beim FC Groningen konnte sich Jeroen Gies nicht durchsetzen, allerdings gewann er mit dem Verein 2015 den KNVB-Beker. Im Sommer 2016 wechselte er zurück nach Deutschland zum Regionalligisten SV Meppen, nachdem sich ein Wechsel nach Enschede zerschlug, da er sich sein Fuß gebrochen hatte. Mit diesem Verein gelang ihm am Ende der Saison 2016/17 der Aufstieg in die 3. Liga. Dort kam er auch zu seinem ersten Profieinsatz, als er am 31. März 2018, dem 32. Spieltag, beim 2:0-Auswärtssieg gegen den SC Fortuna Köln in der 56. Spielminute für Erik Domaschke eingewechselt wurde. Im Sommer 2020 wechselte er in die Regionalliga Nordost zum 1. FC Lokomotive Leipzig. Dort war er allerdings nicht erste Wahl und absolvierte lediglich drei Einsätze im Sachsenpokal, wo der Verein das Finale erreichte und dort mit 1:0 gegen den Chemnitzer FC gewann. 
Im Sommer 2021 kehrte er in den Landkreis Rotenburg (Wümme) zurück und schloss sich dem Oberligisten Rotenburger SV aus der Kreisstadt an. Dort wurde Gies wieder Stammtorwart und schaffte mit seinem Verein den Klassenerhalt. Nach einer weiteren Saison in Rotenburg (Wümme) wechselte er innerhalb der Oberliga Niedersachsen und des Kreises zum Heeslinger SC.